# Кюринське ханство
Кюринське ханство — одно из мощнейших державне утворення, що існувало на території Дагестану з перервами з кінця XVIII до 1864 року, коли було ліквідовано російською адміністрацією.

## Історія
Формування єдиного державного утворення відбувалося на основі вільних громад лезгинів — Котуркюринського, Чілейського, Кабирського, Ахмарлінського, Кураського, Картаського, Гюнейського, Став-чиле і Гюгджаського. Тривалий час Кюринські громади підкорялися часткового Дербенському і Кубинському ханствам, гірські громади були незалежними.
У 1760-х роках Фаталі-хан підкорив усю Кюринську рівнину. Але 1776 року останній зазнав поразки від коаліції ворожих сусідів, внаслідок чого Кюра перейшла під владу Мухаммада, газікумухського хана. Але 1778 року за підтримки росіян Фаталі-хан повернув собі Кюру. Втім зрозумів про неможливість утримати ці володіння, тому передав їх Шахмардану, сину Мухаммад-хана Газікумухського, що погиркався з батьком. Той до 1788 року об'єднався під своєю владою усі магали Кюринської рівнини.
У 1791 році газікумухський хан Сурхай-хан II приєднав Кюру до своїх володінь. Втім він не мав міцної влади, оскільки місцеве селянство часто повставало. Наприкінці 1811 року Шейх-Алі, хан Дербенту, і Сурхай-хан II за підтримки Османської імперії поновилив ійськові дії проти Російської імперії. Проти Нух-бека, намісника Кюри, виступив російський загін. 15 грудня того ж року було захоплено Курах.
Управління в Кюрі на особливих умовах було доручено Аслан-беку, сину Шахмардана. Після відходу російських військ з Кюри Сурхан-хан II вирішив повернути собі її. За підтримки росіян Асланбек відбив напад.
У 1812 році царський уряд офіційно визнав Кюринське ханство на чолі із Аслан-беком. 23 січня останній підписав з російськими представниками (генерал-майором М.М.Хотунцовим і колезьким радником С.М.Могилевським) додаткові умови, за якими в селі Курах розташовувала російська залога з 2 батальйонів піхоти та сотні козаків. Хан зобов'язувався усіма заходами намагатися привести в покірність Росії сусідні вільні суспільства.
12 липня 1820 року влада над Газікумухським ханством була передана Аслан-беку. У тому ж році до складу ханства увійшли села Кошанського союзу сільських громад. У 1839 році Газікумухське ханство було виведено з-під влади Кюринського хана.
У 1846 році ханство було включено до складу Дербентської губернії. У 1838—1839 роках кюринці долучилися до Кубинського повстання. У 1842 році при підході сил імама Шаміля кюринський хан Гарун-бек перейшов на бік імама, здавши йому фортецю. Сам Гарун-бек був відправлений Шамілем до Кураху, а його син Аббас-бек був узятий в аманати. Після відходу мюридов, російський загін під командуванням полковника Залівкіна заарештував Гарун-бека, і відправив його до Тифлісу. Ханом був призначений його брат Юсуф-бек.
У 1847 Гарун-бек знову керує ханством, проте його правління тривало лише рік. З 1848 року влада знову перейшла до Юсуф-бека. У 1864 році Кюринське ханство було ліквідовано, на його місці був утворений Кюринський округ, включений до складу Дагестанської області.

## Територія і населення
Оховлювало Кюринську рівнину. На півдні межі йшли вздовж напрямку річки Самур. На південному заході ханство — з Самурским хребтом, який був кордоном з Алтипаринським і Ахтипаринським вільними товариствами, Рутульським бекством. На заході і півночі мало кордон з Газікумуським ханством, на північному сході — Табасаранським майсумством.
Мешкали переважно лезгіни і агули. Населення у 1789 році становило 7-8 тис.осіб, у 1853 році —  21,7 тис. осіб в 5085 будинках; 1864 року — понад 35 тис. (при 7550 будинків) в 11 магалах (вільних громад), які поділялися на 120 поселень.

## Устрій
На чолі ханства стояв монарх з титулом бека. Походив він з династії газікумухських ханів. Йому належала вища політична і військова влада. Спирався на місцевих феодалів. Мав право призначати кадіїв і наїбів на свій розсуд. Кримінальні справи в ханстві розбиралися російським військовим судом, всі інші справи розглядалися за місцевими законами і адатами.
Селянство поділялося на лежбери (123 поселення) і раяти. Перші повинні були нести повинності на користь правителя, сплачувати податки. раяти були прикріплені до землі. Існували також раби (кули), які переважно складали придворних слуг.
Низовою одиницею був джамаат, що формував з декількох сіл. Декілько джамаатів становили магал (вільну громаду). Кожен джамаат керувався своїми адатами, мав власне управління.

## Економіка
Основу становили землеробство (найбільш розвинено у магалах Картас, Гюней і Гюгджа) і скотарство (у 1850-х роках нараховувалося 7 тис. голів худоби), чому сприяли вигідні кліматичне і географічне становища. Розвинуто було садівництво, виноградарство.
Працювали невеличкі ремісні господарства, де обробляли вовну, шкіру, деревину (переважно у передгірних поселеннях, де росли цінні породи дерев), поширено маревництво, існувало трохи було розвинено шовківництво. Виготовляли сільськогосподарське начиння, килими (в селах Карумкент, Ашага-Стал, Алікент, Койсун, Магарамкент, Куркент, Зізік, Кабір, Гільяр, Орта-Ста), скрині, посуд, гончарні вироби (в селищах Іспік, Сальян, Гезеркент).
Головними торгівельними центрами була столиця Кумах і поселення Касумкент.